# Saint-Lumine-de-Coutais
Saint-Lumine-de-Coutais est une commune de l'Ouest de la France, située dans le département de la Loire-Atlantique, en région Pays de la Loire.
Ses habitants s'appellent les Luminois et les Luminoises.
Saint-Lumine-de-Coutais comptait 2 058 habitants au recensement de 2014.

## Géographie

Situation de la commune de Saint-Lumine-de-Coutais dans le département de la Loire-Atlantique.

La commune de Saint-Lumine-de-Coutais fait partie de la Bretagne historique, dans le pays traditionnel du pays de Retz et dans le pays historique du Pays nantais.
Elle est située au sud-ouest du lac de Grand-Lieu, auquel le bourg est relié par un canal, à une vingtaine de kilomètres au sud-ouest de Nantes et 6 km à l'ouest de Saint-Philbert-de-Grand-Lieu.
Les communes limitrophes sont Saint-Mars-de-Coutais, Saint-Philbert-de-Grand-Lieu et Machecoul-Saint-Même.

### Climat
Pour des articles plus généraux, voir Climat des Pays de la Loire et Climat de la Loire-Atlantique.
En 2010, le climat de la commune est de type climat océanique franc, selon une étude du CNRS s'appuyant sur une série de données couvrant la période 1971-2000. En 2020, Météo-France publie une typologie des climats de la France métropolitaine dans laquelle la commune est exposée à un climat océanique et est dans la région climatique  Bretagne orientale et méridionale, Pays nantais, Vendée, caractérisée par une faible pluviométrie en été et une bonne insolation. 
Pour la période 1971-2000, la température annuelle moyenne est de 12,2 °C, avec une amplitude thermique annuelle de 13,3 °C. Le cumul annuel moyen de précipitations est de 839 mm, avec 12,5 jours de précipitations en janvier et 6,5 jours en juillet. Pour la période 1991-2020, la température moyenne annuelle observée sur la station météorologique de Météo-France la plus proche, « Saint-Même-le-Tenu », sur la commune de Machecoul-Saint-Même à 10 km à vol d'oiseau, est de 12,7 °C et le cumul annuel moyen de précipitations est de 866,4 mm,. Pour l'avenir, les paramètres climatiques de la commune estimés pour 2050 selon différents scénarios d'émission de gaz à effet de serre sont consultables sur un site dédié publié par Météo-France en novembre 2022.

## Urbanisme

### Typologie
Au 1er janvier 2024, Saint-Lumine-de-Coutais est catégorisée commune rurale à habitat dispersé, selon la nouvelle grille communale de densité à sept niveaux définie par l'Insee en 2022.
Elle est située hors unité urbaine. Par ailleurs la commune fait partie de l'aire d'attraction de Nantes, dont elle est une commune de la couronne,. Cette aire, qui regroupe 116 communes, est catégorisée dans les aires de 700 000 habitants ou plus (hors Paris),.
La commune, bordée par un plan d’eau intérieur d’une superficie supérieure à 1 000 hectares, le lac de Grand-Lieu, est également une commune littorale au sens de la loi du 3 janvier 1986, dite loi littoral. Des dispositions spécifiques d’urbanisme s’y appliquent dès lors afin de préserver les espaces naturels, les sites, les paysages et l’équilibre écologique du littoral, tel le principe d'inconstructibilité, en dehors des espaces urbanisés, sur la bande littorale des 100 mètres, ou plus si le plan local d’urbanisme le prévoit.

### Occupation des sols
L'occupation des sols de la commune, telle qu'elle ressort de la base de données européenne d’occupation biophysique des sols Corine Land Cover (CLC), est marquée par l'importance des territoires agricoles (70,4 % en 2018), en diminution par rapport à 1990 (94,7 %). La répartition détaillée en 2018 est la suivante : 
zones agricoles hétérogènes (34,2 %), zones humides intérieures (25,4 %), terres arables (24,7 %), prairies (11,6 %), zones urbanisées (3,9 %), forêts (0,3 %). L'évolution de l’occupation des sols de la commune et de ses infrastructures peut être observée sur les différentes représentations cartographiques du territoire : la carte de Cassini (XVIIIe siècle), la carte d'état-major (1820-1866) et les cartes ou photos aériennes de l'IGN pour la période actuelle (1950 à aujourd'hui).

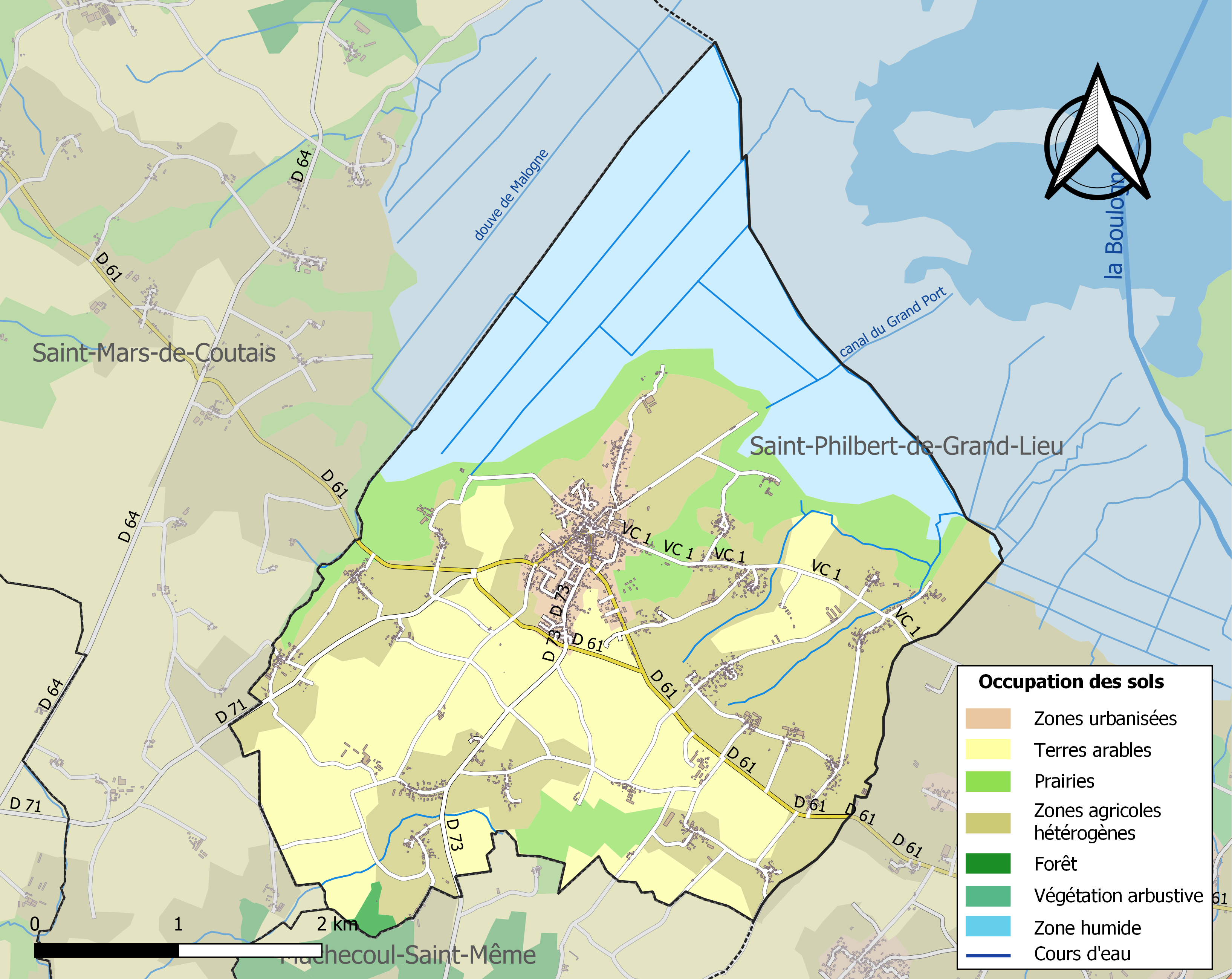
Carte des infrastructures et de l'occupation des sols de la commune en 2018 (CLC).

## Toponymie
Le nom de la localité est attesté sous les formes Sancti Liminii en 1119, Cotex en 1150, Sanctus Leobinius en 1287, Coustays en 1409, Courtaye au XVIIIe siècle.
Le nom de Saint-Lumine-de-Coutais vient de saint Lumine, c'est-à-dire Lubin de Chartres (ou Lupin, Léobin), l’un des évangélisateurs du pays de Retz. « Coutais » viendrait du latin castris : « château », en référence à la présence d'un camp militaire en ces lieux, bien que certains étymologistes y ont décelé le mot latin costa : « coteau », « côte », ou encore du breton couët : « bois ».
Saint-Lumine-de-Coutais se trouve dans la zone de transition linguistique entre gallo et poitevin. En gallo comme en poitevin et en français, le nom est Saint-Lumine ou encore Sint Luminn selon l'écriture MOGA du gallo. En breton, elle a été dénommée à la fin du vingtième siècle Sant-Leven-Ar-C'hoad par l'Office de la Langue Bretonne.

## Histoire
Cette ville est une ancienne cité gallo-romaine. Une allée de buis, bimillénaire, est le seul vestige de cette époque. Bien que proche, le lac de Grand-lieu est difficilement accessible. Ainsi, au Moyen Âge, un canal (« La Douve du Grand Port »), a pu remédier à ce problème, la côte ouest du lac étant encombrée de levis (îlots flottants de végétation se déplaçant suivant le vent).
En 1424, le duc Jean V cède à son frère, Richard de Bretagne, les pêcheries de Saint-Lumine-de-Coutais.
Premier édifice religieux de la paroisse, la chapelle Notre-Dame du Châtellier (XVIe siècle) abrite aujourd'hui un musée d'art sacré, regroupant une collection d'objets antérieurs à la Révolution.
Pendant la guerre de Vendée, Saint-Lumine-de-Coutais, eut à subir la répression républicaine. À la sortie du bourg, un moulin transformé en mémorial garde les noms des 272 habitants victimes de la Révolution.

### Fête du Cheval Mallet
Une fête folklorique locale d'origine médiévale portant le nom de « jeu du cheval Mallet » (ou cheval Merlet, cheval Merlette) fut organisée dans la paroisse de la commune pendant fort longtemps.

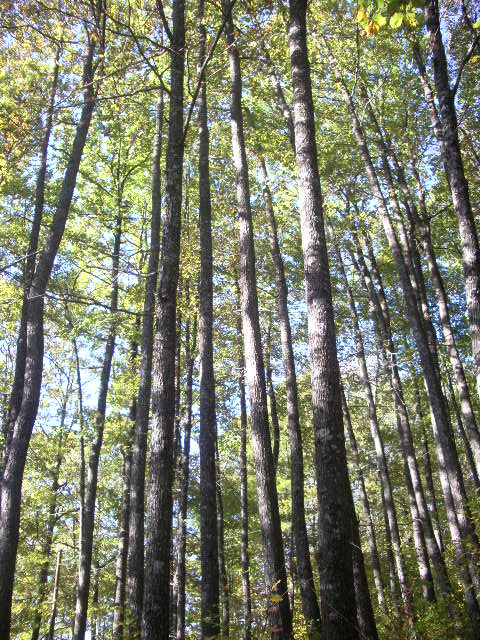
Durant la fête du cheval Mallet, un jeune chêne, comme ceux-ci, était abattu.

Cette fête est attestée dès 1644 où elle était mise en scène par neuf personnes, plus le sergent de la juridiction. Elle est mentionnée une nouvelle fois en 1678 avec huit acteurs, puis en 1723 avec sept,.
La fête était censée être liée à la nécessité de « rendre aveu à sa Majesté pour les marais et communs qu'il possède dans la paroisse ».
Elle est ensuite mentionnée régulièrement tout au long du XVIIIe siècle. L’Église eut une réaction très violente à l'égard de cette tradition en raison d'une chanson annuelle où étaient détaillés tous les faits honteux liés aux habitants de la commune, et les textes témoignent de profonds désaccords entre l'autorité religieuse et politique. L'archidiacre Binet, qui visita la paroisse du village le 2 juillet 1683, accusa la fête du cheval Mallet de causer des impiétés, désordres, ivrogneries et médisances, et menaça de refuser les sacrements à ceux qui participaient à cette tradition. Malgré les foudres des ecclésiastiques, la fête du cheval Mallet continua à être organisée, comme le constata le recteur Chevalier en 1768.
Le district de Machecoul interdit la fête du cheval Mallet le 25 mai 1791. Les habitants l'organisèrent pour la Pentecôte de cette année-là comme toutes les autres, et en représailles, le 11 juin 1791, « les vêtements, ustensiles et instruments servant à l'exercice du jeu connu en la dite paroisse sous le nom de Cheval Mallet ou Merlet » furent saisis, au prix de nombreuses protestations. Une autre source indique qu'« au début de 1793, un détachement de force armée se rendit à Saint-Lumine et y enleva le Cheval Mallet ».
Le 30 juin 1806, une notice sur la cérémonie du cheval Mallet fut lue à l'académie celtique par M. Thomas de Saint Mars, qui en détailla le déroulement, notamment l'utilisation d'un chêne érigé en mât, d'un bâton fleuri, et d'un chevalet, ou chibalet. En 1846, Alfred de Nore a également décrit le déroulement de la fête du cheval Mallet en détail.
Certains habitants de la commune cherchent à faire revivre cette ancienne coutume depuis 1988.

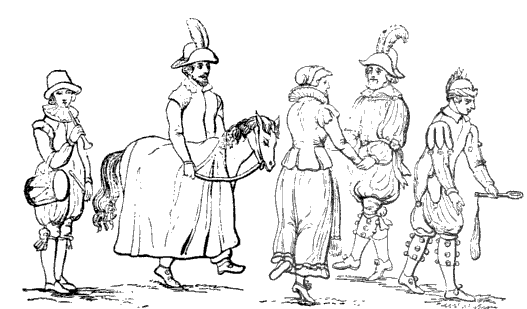
Reconstitution d'une fête de la Renaissance, en Angleterre, avec un chevalet ou chibalet.

Il s'agissait apparemment un jeu annuel (« mistère »), lié à un ancien droit seigneurial féodal dont l'origine est toujours inconnue, on sait simplement qu'elle demandait de nombreux préparatifs et nécessitait neuf acteurs. L'origine de la fête pourrait ainsi être beaucoup plus ancienne que le Moyen Âge, et liée au culte des druides comme semblent le prouver l'utilisation d'un chêne, du cheval et de baguettes fleuries. La cérémonie du cheval Mallet fut unique dans le canton.
La fête aurait eu plusieurs fonctions, entre autres celle de rituel du carnaval (où l'hiver était symboliquement tué), de catharsis, ou de célébration du renouveau de la nature, comme le prouve l'utilisation d'un bâton fleuri. Yann Brekilien mentionne une « danse du cheval Mallet » qui était un véritable ballet liturgique en l'honneur du printemps dans le pays nantais.

## Héraldique
| Blason | Blasonnement : De gueules à Saint Léobin évêque debout nimbé d'or bénissant, posé sur une terrasse de sinople, accosté de deux grappes de raisin feuillées d'or, au chef d'argent chargé de trois canes passantes de sable. Commentaires : L'évêque Saint Lėobin est le patron de la paroisse ; les raisins évoquent la vigne ; les cannettes rappellent les oies élevées sur les marais de Grand-Lieu. Blason conçu par l'abbé Boutin en 1945, enregistré le 19 juillet 1972. |

## Politique et administration

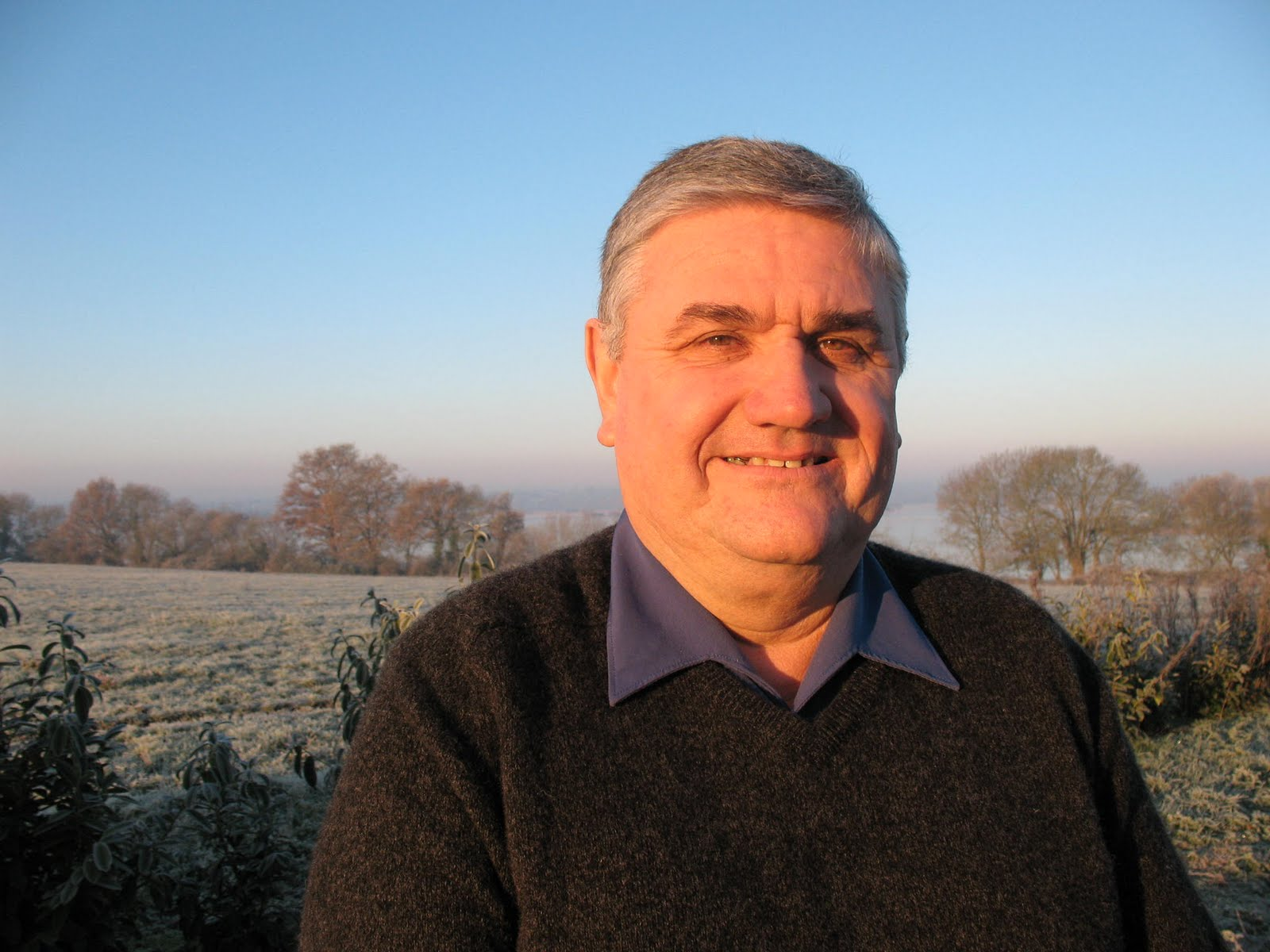
Bernard Coudriau

| Période                                  | Période                   | Identité                 | Étiquette     | Qualité                                                     |
| ---------------------------------------- | ------------------------- | ------------------------ | ------------- | ----------------------------------------------------------- |
| Les données manquantes sont à compléter. |                           |                          |               |                                                             |
| ????                                     | ????                      | Abbé François Chevalier  |               |                                                             |
| 1798                                     | 26 février 1809           | Étienne Loiseleur        |               |                                                             |
| 3 mars 1809                              | 25 août 1832              | François Amailland       |               |                                                             |
| 26 août 1832                             | 31 août 1843              | Pierre Pinsonneau        |               |                                                             |
| 1 septembre 1843                         | 26 novembre 1846          | Louis Clavier            |               |                                                             |
| 27 novembre 1846                         | 31 décembre 1851          | Louis Jahan              |               |                                                             |
| 1 janvier 1852                           | 16 mars 1852              | Pierre Pinsonneau        |               |                                                             |
| 17 mars 1852                             | 12 septembre 1852         | Joseph Beillevaire       |               |                                                             |
| 13 septembre 1852                        | 4 avril 1857              | Pierre Pinsonneau        |               |                                                             |
| 5 avril 1857                             | 10 août 1869              | Pierre Bruneau           |               |                                                             |
| 11 août 1869                             | 28 octobre 1876           | Félix Platel dit Ignotus |               |                                                             |
| 29 octobre 1876                          | 5 janvier 1878            | Pierre Giraudeau         |               |                                                             |
| 6 janvier 1878                           | 31 août 1878              | Pierre Gallais           |               |                                                             |
| 1 septembre 1878                         | 12 novembre 1893          | Alexandre Beillevaire    |               |                                                             |
| 12 novembre 1893                         | 9 décembre 1919           | Joseph Biron             |               |                                                             |
| 10 décembre 1919                         | 16 mai 1925               | Auguste Perrochaud       |               |                                                             |
| 17 mai 1925                              | 18 mai 1935               | Auguste Toublanc         |               |                                                             |
| 19 mai 1935                              | 19 mai 1945               | François Lebreton        |               |                                                             |
| 20 mai 1945                              | 18 octobre 1947           | Paul Perrochaud          |               |                                                             |
| 19 octobre 1947                          | 28 mars 1959              | Gabriel Bonnet           |               |                                                             |
| 29 mars 1959                             | 13 mars 1971              | Alfred Guillet           |               |                                                             |
| 14 mars 1971                             | 11 mars 1989              | Jean Baudouin            |               |                                                             |
| 12 mars 1989                             | 28 mars 2014              | Yannick Rabillé          | MoDem         | Enseignant                                                  |
| 29 mars 2014                             | En cours (au 11 mai 2021) | Bernard Coudriau         | UDI puis LREM | Agent SNCF retraité Vice-président de Grand Lieu Communauté |

## Population et société

### Démographie

#### Évolution démographique
Les données concernant 1793 sont perdues.
L'évolution du nombre d'habitants est connue à travers les recensements de la population effectués dans la commune depuis 1800. Pour les communes de moins de 10 000 habitants, une enquête de recensement portant sur toute la population est réalisée tous les cinq ans, les populations de référence des années intermédiaires étant quant à elles estimées par interpolation ou extrapolation. Pour la commune, le premier recensement exhaustif entrant dans le cadre du nouveau dispositif a été réalisé en 2004.

En 2022, la commune comptait 2 390 habitants, en évolution de +12,31 % par rapport à 2016 (Loire-Atlantique : +6,68 %, France hors Mayotte : +2,11 %).
| 1800 | 1806  | 1821  | 1831  | 1836  | 1841  | 1846  | 1851  | 1856  |
| ---- | ----- | ----- | ----- | ----- | ----- | ----- | ----- | ----- |
| 864  | 1 049 | 1 062 | 1 293 | 1 177 | 1 154 | 1 240 | 1 233 | 1 233 |

| 1861  | 1866  | 1872  | 1876  | 1881  | 1886  | 1891  | 1896  | 1901  |
| ----- | ----- | ----- | ----- | ----- | ----- | ----- | ----- | ----- |
| 1 297 | 1 366 | 1 324 | 1 304 | 1 249 | 1 270 | 1 278 | 1 282 | 1 357 |

| 1906  | 1911  | 1921  | 1926  | 1931  | 1936  | 1946 | 1954 | 1962 |
| ----- | ----- | ----- | ----- | ----- | ----- | ---- | ---- | ---- |
| 1 352 | 1 301 | 1 102 | 1 092 | 1 027 | 1 011 | 952  | 913  | 932  |

| 1968 | 1975  | 1982  | 1990  | 1999  | 2004  | 2006  | 2009  | 2014  |
| ---- | ----- | ----- | ----- | ----- | ----- | ----- | ----- | ----- |
| 954  | 1 015 | 1 080 | 1 175 | 1 333 | 1 689 | 1 742 | 1 850 | 2 058 |

| 2019  | 2022  | - | - | - | - | - | - | - |
| ----- | ----- | - | - | - | - | - | - | - |
| 2 229 | 2 390 | - | - | - | - | - | - | - |

#### Pyramide des âges
La population de la commune est relativement jeune.
En 2018, le taux de personnes d'un âge inférieur à 30 ans s'élève à 39,1 %, soit au-dessus de la moyenne départementale (37,3 %). À l'inverse, le taux de personnes d'âge supérieur à 60 ans est de 16,3 % la même année, alors qu'il est de 23,8 % au niveau départemental.
En 2018, la commune comptait 1 130 hommes pour 1 066 femmes, soit un taux de 51,46 % d'hommes, largement supérieur au taux départemental (48,58 %).
Les pyramides des âges de la commune et du département s'établissent comme suit.
| Hommes | Classe d’âge | Femmes |
| ------ | ------------ | ------ |
| 0,2    | 90 ou +      | 0,7    |
| 2,7    | 75-89 ans    | 5,2    |
| 12,3   | 60-74 ans    | 11,6   |
| 21,6   | 45-59 ans    | 20,1   |
| 23,1   | 30-44 ans    | 24,4   |
| 16,0   | 15-29 ans    | 14,0   |
| 24,1   | 0-14 ans     | 24,0   |

| Hommes | Classe d’âge | Femmes |
| ------ | ------------ | ------ |
| 0,6    | 90 ou +      | 1,8    |
| 6      | 75-89 ans    | 8,6    |
| 15,1   | 60-74 ans    | 16,4   |
| 19,4   | 45-59 ans    | 18,8   |
| 20,1   | 30-44 ans    | 19,3   |
| 19,2   | 15-29 ans    | 17,4   |
| 19,5   | 0-14 ans     | 17,6   |

#### Autres éléments
Structure de la population
- Hommes : 50,3 %
- Femmes : 49,7 %

Chiffres clé (2004)
- Rang national (population) : 6579e
- Population active totale : 649
- Taux de chômage : 6,5 %
- Revenus moyens par ménage : 12 864 €/an

## Associations
Caritative
JL : la jeunesse ludyc

### Sport
- ARL Association Raquettes Luminoises
- Atlantique Boxe Academy
- Entente Luminoise de Fléchette
- ESL Basket : Étoile Sportive du Lac Basket    Ball
- ESL Football : Étoile Sportive du Lac Footbal
- ESL Handball : Étoile Sportive du Lac Handball
- HP Sport
- Les illuminés 44 VTT
- Moto Club : Les anonymes d'Herbauges

### Loisirs
- ACCA : Association Communale de Chasse Agréée
- Association PayZ'Anes
- Association Pétanque, Palets Luminoise
- Le Comité des Fêtes
- Les amis du Lac
- Loisirs des Marais

### Art et culture
- C-nema Production
- Le PotAMots (Bibliothèque)

### Éducation et enfance
- APE « Le jardin de Bellevue »
- APEL école Sainte Marie
- Jeunesse Ludyc

### Santé, Social et Solidaire
- Comité FNACA
- EFS : Don du sang
- Grand-Lieu/Nokoué
- Les enfants du Badiar
- Ligue contre le cancer

## Lieux et monuments

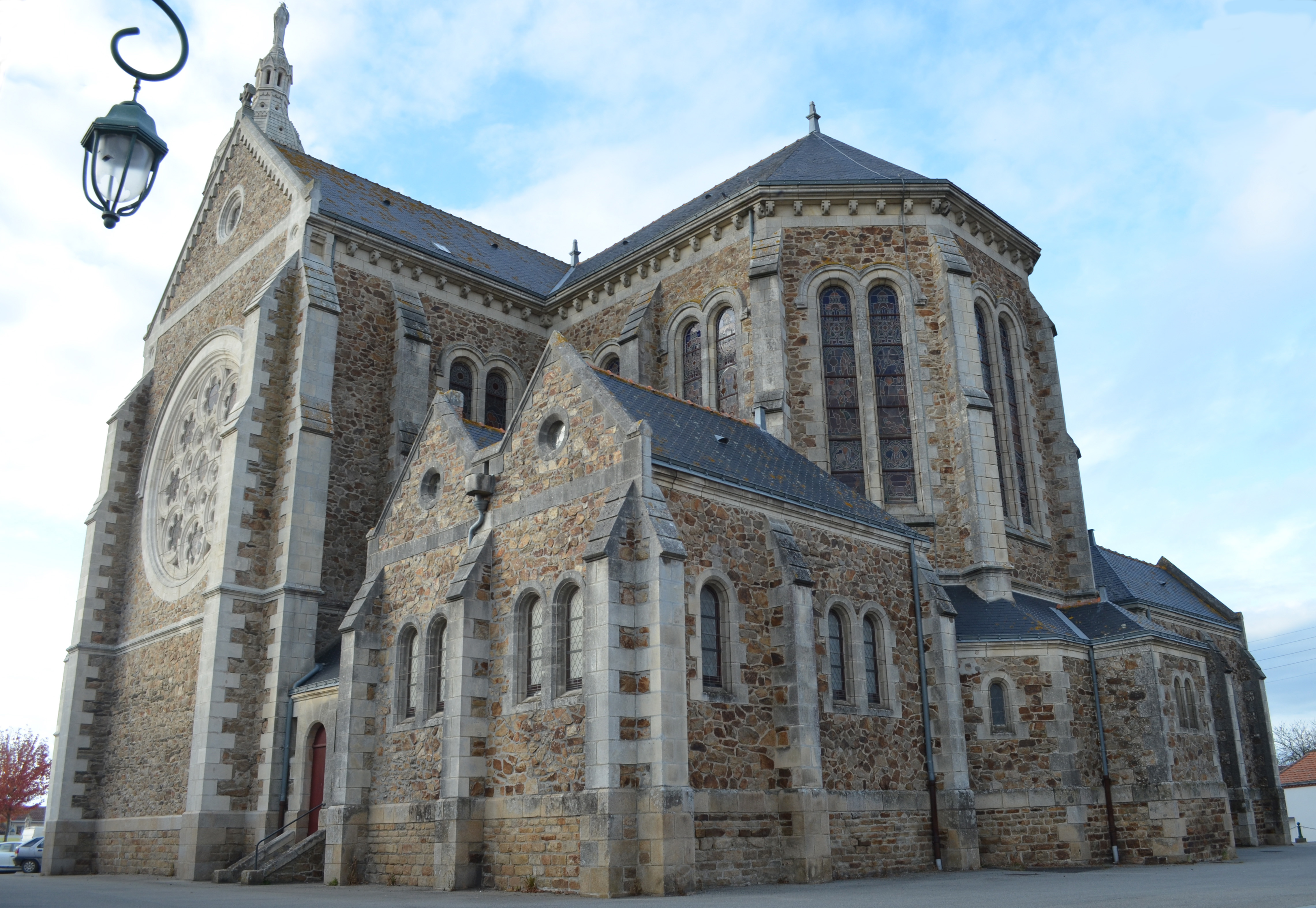
Église Saint-Léobin vue du côté est (abside).

- L'église Saint-Léobin (1888-1901). Le clocher n'est édifié qu'en 1901 ;
- La chapelle Notre-Dame-du-Châtellier (XVIe siècle), édifiée à l'emplacement d'un ancien camp romain. La chapelle est citée pour la première fois dans un acte daté du 9 juillet 1406 sous le vocable de « capellania beate Marie du Châtellier ». L'édifice a été remanié plusieurs fois et a servi longtemps comme église paroissiale. Le maître-autel, en bois polychrome, date du XIXe siècle. La statue de Saint-Jean-Baptiste, en bois polychrome, date du XVIIe siècle. La statue de Notre-Dame-du-Châtellier, en bois polychrome, date du XVIIIe siècle. La statue de Sainte-Marguerite, en bois polychrome, date du XIXe siècle ;
- Le prieuré de Saint-Symphorien (1434). Il semble que la paroisse de Saint-Lumine-de-Coutais ait été sous l'influence des moines de Saint-Philbert et des moines de l’abbaye de Villeneuve qui fondent un prieuré ;
- Le presbytère (XVIIIe siècle), situé au no 19 rue de Verdun. On y trouve un four du XVIIIe siècle ;
- Le moulin à vent de l'Ebaupin (XIXe siècle) ;
- Le moulin du mémorial des guerres de Vendée (XVIIe siècle), situé route de Saint-Philbert-de-Grand-Lieu.

Le moulin du mémorial des guerres de Vendée
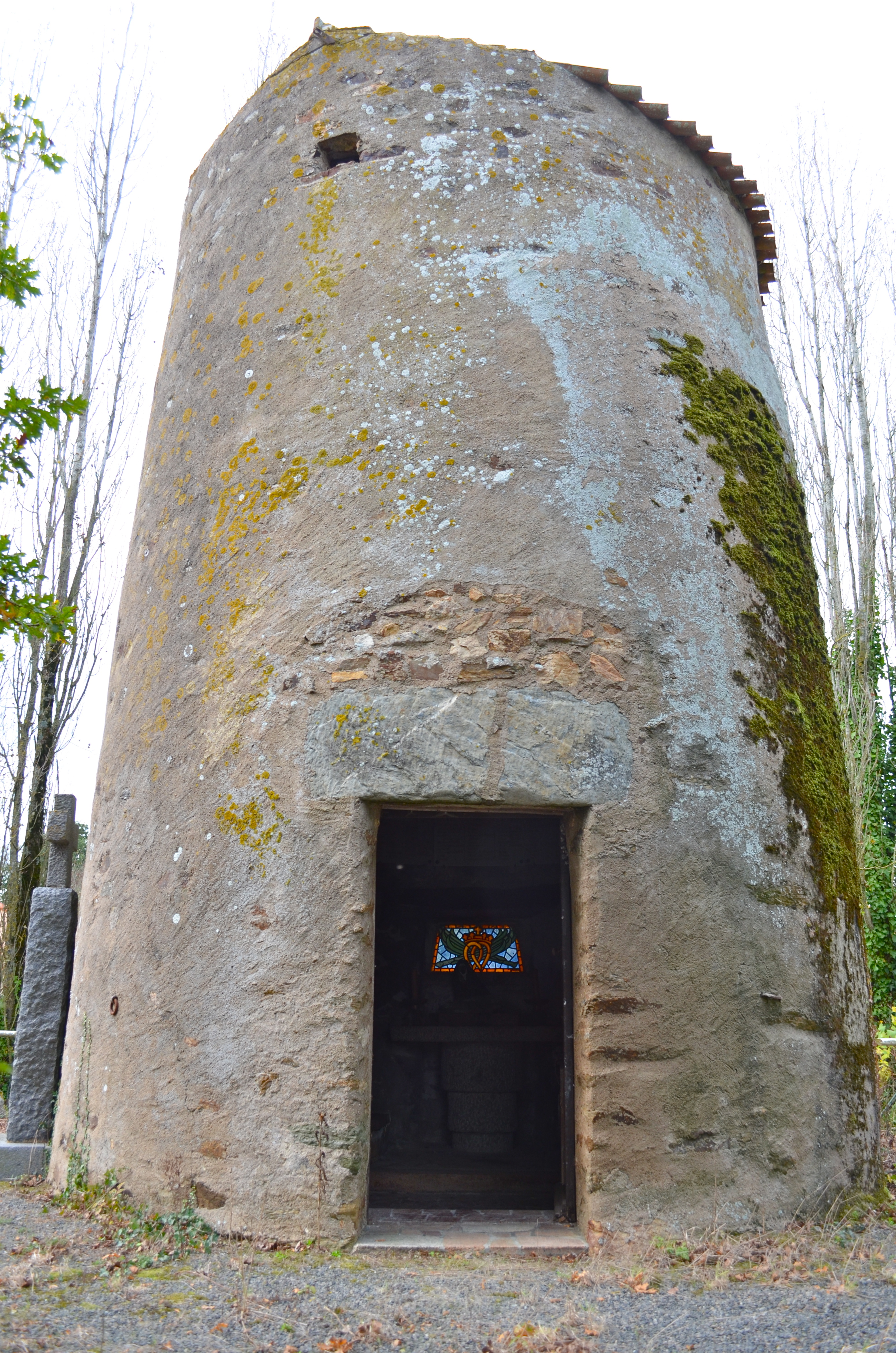
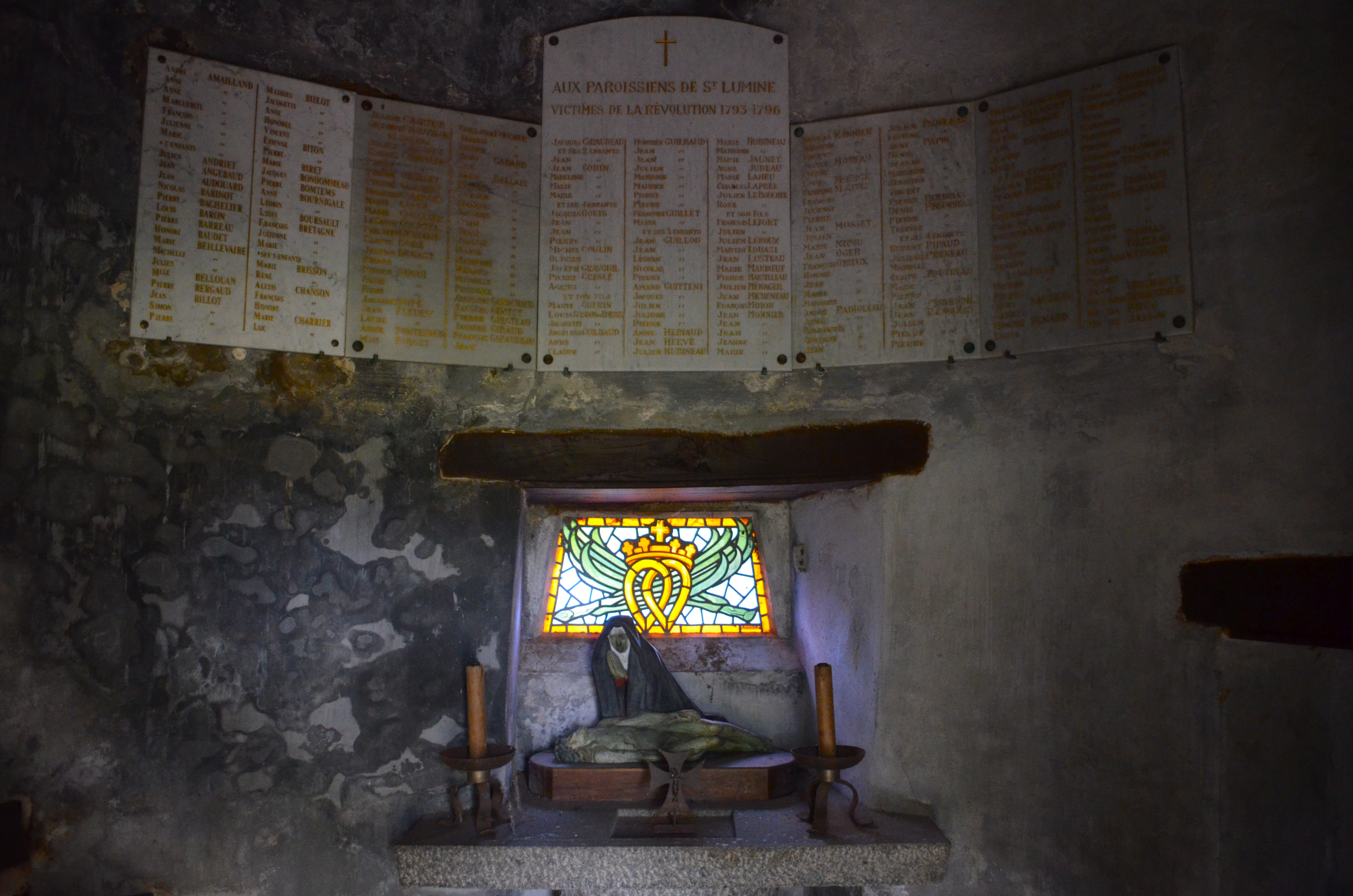
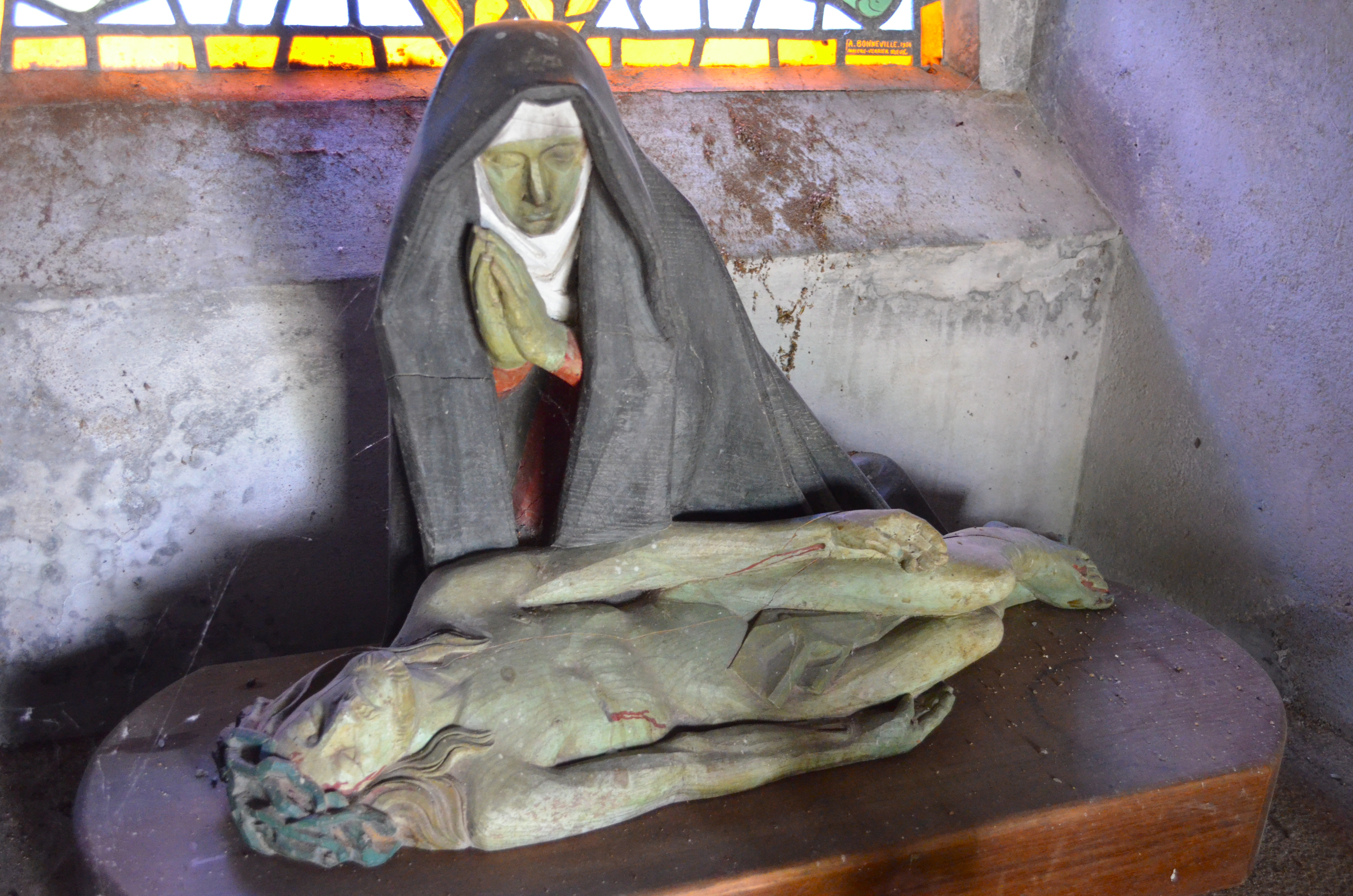

## Personnalités liées à la commune
- L'abbé François Chevalier ou Chevallier (26 février 1733, Héric[37] - 24 juin 1813, Saint-Lumine-de-Coutais), religieux et homme politique français. Curé à Saint-Lumine-de-Coutais depuis le 15 juin 1764, il est député du clergé aux états généraux de 1789.
- Félix Platel (1832-1888) dit Ignotus, né et mort à Saint-Lumine de Coutais, maire de la commune et conseiller général du canton de Saint-Philbert-de-Grand-Lieu, journaliste et homme de lettres[38].
- Marcel Thomazeau (1922-2024), résistant de la Seconde Guerre mondiale, déporté puis dirigeant de journaux régionaux y est né[39].